# Polarwirbel

Lage der nörd- und südlichen Polarzelle sowie weitere Basiselemente der globalen Meteorologie („Wetterküche“)

Polarwirbel (englisch polar vortex) sind Bereiche kalter, rotierender Luft, welche beide Polarregionen der Erde und anderer Himmelskörper umgeben.
Die beiden Polarwirbel der Erde über der Arktis bzw. Antarktis sind großräumige Höhentiefs mit einem Durchmesser von ca. unter 1.000 Kilometern. Beide sind wesentliche Elemente der atmosphärischen Zirkulation und gehören zu den großen Systemen der globalen Telekonnektion; die Basen der beiden Polarwirbel befinden sich in der mittleren und oberen Troposphäre und reichen bis in die Stratosphäre hinauf.
Bei einem Polarwirbel handelt es sich wissenschaftlich um eine kohärente Struktur mit absoluter potenzieller Vortizität, die größer ist als die polare planetare potenzielle Vortizität, und die über oder in der Nähe des Pols zentriert ist. Hierbei lassen sich zwei Arten unterscheiden. Einerseits sind Polarwirbel Strömungen, in denen eine überwiegend zirkumpolare zyklonische Strömung vorliegt. Beispiele hierfür sind die polaren Winterzirkulationen der Stratosphäre von Erde und Titan sowie der unteren Atmosphäre des Mars. Andererseits sind Polarwirbel Strömungen kleineren horizontalen Maßstabs, bei denen die zonalen Asymmetrien groß genug sind, dass eine starke zirkumpolare Strömung fehlt oder von untergeordneter Bedeutung ist. Beispiele hierfür sind die Wirbelhaufen des Jupiter oder troposphärische Polarzyklone im synoptischen Maßstab auf der Erde.

## Hintergrund
Polarwirbel entstehen aufgrund der negativen Strahlungsbilanz der Polargebiete als Kaltluftzonen: In der Höhe nimmt der Luftdruck polwärts deutlicher ab, als er bodennah in dieser Richtung zunimmt. Den Druckunterschieden steht die Corioliskraft zirkumpolarer Strömungen entgegen, bodennah schwach ausgeprägt, in der Höhe kräftig ostwärts: Die Winde werden in Bewegungsrichtung nach rechts abgelenkt, in der Folge als polare Ostwinde bezeichnet; am Nordpol dreht sich das Tief also gegen den, am Südpol im Uhrzeigersinn. Polarwirbel treten aufgrund der dann besonders großen Temperaturunterschiede verstärkt im Polarwinter auf; im Sommer schwächen sie sich aufgrund ihrer Abhängigkeit von den Temperaturdifferenzen zwischen dem Äquator und den Polen ab. Die Wirbel sind auch von Jahr zu Jahr unterschiedlich stark ausgeprägt, mit dem AO-Index wird die Stärke des nördlichen angegeben: Wenn der nördliche Wirbel stark und damit gut definiert ist, gibt es einen einzigen Wirbel mit einem Jetstream und die arktische Luft ist gut „gefangen“; ist er wie im Allgemeinen schwächer, teilt er sich in zwei oder mehr kleinere Wirbel, von denen der stärkste in der Nähe von Baffin Island (Kanada) und der andere über dem Nordosten Sibiriens zirkuliert; wenn er sehr schwach ist, wird die Strömung der arktischen Luft unorganisierter, und Massen kalter arktischer Luft können sich Richtung Äquator bewegen, was einen schnellen und starken Temperaturabfall in den entsprechenden Gegenden mit sich bringt.
Die Schnittstelle zwischen der kalten trockenen Luftmasse des Nordpols und den wärmeren und feuchteren Luftmassen weiter südlich definiert die Lage der „Polarfront“, sie hat ihren Mittelpunkt in der Regel bei ca. 60° geographischer Breite; die „Polarzelle“ markiert die zugrundeliegende Hauptzelle des globalen Klimasystems.
Der Einschluss der polaren Luftmassen im Auge der Polarwirbel ist eine Ursache der Entstehung von polaren Ozonlöchern, eine andere sind die sehr tiefen Temperaturen insbesondere hoch über dem Kontinent Antarktika.

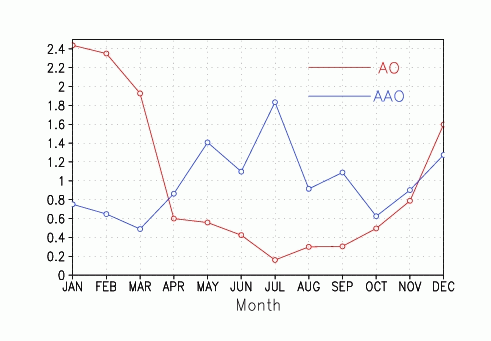
Varianz der monatlichen Basiswerte für A- und AAO (NOAA; 1950–2000)

Dynamik und Potential der Polarwirbel, das Maß ihrer Ausprägung und der damit möglichen Bewegungsmuster (-> Rossby-Wellen) werden mittels des „AO“- (-> Arktische Oszillation) bzw. „AAO“-Indexes (-> Antarktische Oszillation) berechnet und ausgedrückt; aus ihnen lassen sich Wahrscheinlichkeiten entsprechender groß- und kleinformatiger Wettereinflüsse ableiten.

## Arktische Oszillation
Die Arktische Oszillation (AO, engl. auch Northern Hemispheric Annular Mode (NAM)) ist Ausdruck des Luftdruckgegensatzes zwischen den arktischen und den mittleren Breiten auf der Nordhemisphäre: Die längerfristige statische Hauptlage des nördlichen Polarwirbels ist direkt über dem Nordpolarmeer, mit einer Tendenz zu Islandtiefs. Er hat aber aufgrund der ungleichmäßigen Verteilung warmer Wasserflächen und kalter Landmassen oft zwei verlagerte Zentren: Eines über Nordostsibirien und eines über Nordostkanada – und wird im Frühjahr schneller als die AAO zerstört. Außerdem kann sich der Wirbel dann zeitweise in meist vier Kerne aufspalten, die kleeblattartig um einen vergleichsweise milden Pol liegen. Das tritt typischerweise bei stark schwingendem Jetstream auf und führt zu Extremwetterlagen der ganzen Nordhalbkugel (Polar vortex split).
Durchschnittlich alle zwei Jahre tritt im Winter der Nordhalbkugel das Phänomen einer plötzlichen Stratosphärenerwärmung auf, das mit einem Zusammenbruch des arktischen Polarwirbels verbunden ist.

## Antarktische Oszillation
Die Antarktische Oszillation der Südhalbkugel (AAO) ist stärker und langlebiger als die AO, weil die „Roaring Forties“ kaum durch Landmassen gebremst werden; sie ist in der Nähe des Ross-Schelfeis-Rands nahe 160° westlicher Länge zu finden. Ist der Südpolarwirbel stark ausgeprägt, wird auch der Westwind der mittleren Breitengrade (Winde an der Erdoberfläche zwischen 30° und 60° westlicher Breite) stärker und anhaltender. Ist dieser Polarwirbel schwächer, können Hochdruckzonen der mittleren Breiten polwärts sowie den Polarwirbel, Jetstream und die Polarfront äquatorwärts drücken: Der Jetstream „verbiegt“ sich und weicht nach Süden ab; dadurch kommt kalte, trockene Luft schnell mit der warmen, feuchten Luft der mittleren Breiten in Kontakt, was zu einem raschen und dramatischen Wetterwechsel führt, der als „Kältewelle“ bekannt ist.

## Polarwirbel auf anderen Planeten

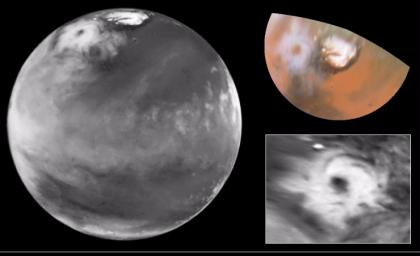
Polarwirbel auf dem Mars-Nordpol:
In einer Höhe von etwa 1.600 km über der Marsoberfläche;
rechts oberhalb des Zyklons die entsprechende Eiskappe
(Weltraumteleskop Hubble,
20. Februar 2007)

Auch von anderen astronomischen Körpern (Planeten) sind polare Wirbel bekannt, darunter Jupiter, Mars, Saturn, Saturns größtem Mond Titan sowie von der Venus, hier sogar ein Doppelwirbel, d. h. zwei Polarwirbel an einem Pol.
Der Polarwirbel über dem Saturn-Südpol ist der einzige bekannte heiße solcher Wirbel in unserem Sonnensystem.